# أولاد بن تامو (بني يمل)
أولاد بن تامو هو دُوَّار يقع بجماعة زومي، إقليم وزان، جهة طنجة تطوان الحسيمة في المملكة المغربية. ينتمي الدوّار لمشيخة بني يمل التي تضم 10 دواوير. يقدر عدد سكانه بـ 369 نسمة حسب الإحصاء الرسمي للسكان والسكنى لسنة 2004.

## روابط خارجية
- البوابة الوطنية للجماعات الترابية
- المندوبية السامية للتخطيط